# Tulungagung (Kertasemaya)
Tulungagung is een bestuurslaag in het regentschap Indramayu van de provincie West-Java, Indonesië. Tulungagung telt 8332 inwoners (volkstelling 2010).